# Área salvaje Noatak
El área salvaje Noatak (del inglés: Noatak Wilderness) es un área virgen situada en el estado de Alaska, Estados Unidos, parte de la Preserva Nacional Noatak. Junto al área salvaje Puertas del Ártico, el área salvaje Noatak comprende más de 26 000 km², y protege casi la totalidad de la cuenca del río inalterado más grande de los Estados Unidos, la del río Noatak.
Dado que Noatak es una reserva nacional, tanto la caza de subsistencia por parte de los residentes locales como la caza deportiva por parte de forasteros están permitidas en la reserva. Si Noatak fuera un parque nacional, solo se permitiría la caza de subsistencia.
El área salvaje Noatak está gestionada y protegida por el Servicio de Parques Nacionales.